# 臺灣桃園國際機場重要事件年表
臺灣桃園國際機場重要事件年表是一份收錄桃園國際機場發展及遭遇的重大事件的列表。

## 發展年表
- 1967年，由民航局提出規劃報告。

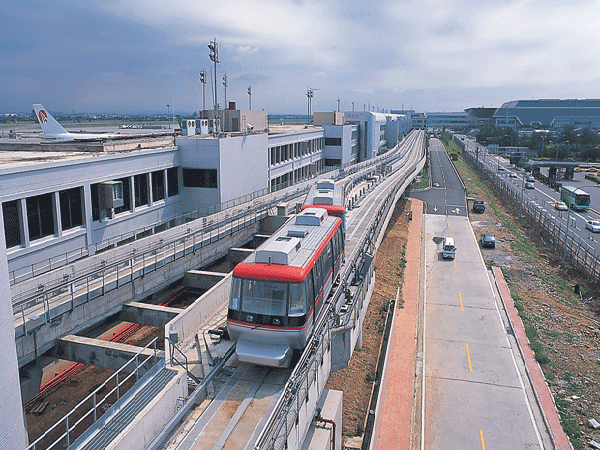
桃園機場第一、二航廈間的電車系統（SKY TRAIN）

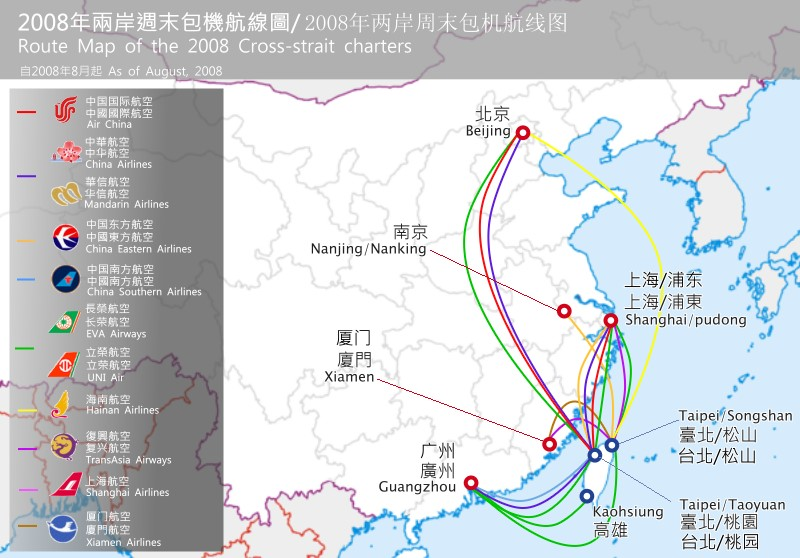
兩岸週末包機航線圖（2008年8月）

- 1968年，勘定桃園市大園區現址為新機場預定地，訂名「桃園國際機場」。
- 1971年，完成初步規劃評估。
- 1974年9月，開始興建，由華僑建築師章翔先生設計，中華工程公司負責施工。
- 1977年7月，機場聯絡道完工啟用。
- 1978年，董孝谊出任桃园国际机场筹备处处长
- 1978年11月底，機場跑滑道、停機坪工程完工。
- 1978年年底，桃園機場正式完工，為當時東南亞最具規模的國際機場，共耗資新臺幣103億元。
- 1979年2月16日，正式命名為「中正國際機場」。
- 1979年2月21日，舉行落成啟航典禮。
- 1979年，董孝谊继任中正国际机场首任主任
- 1979年2月26日，中正國際機場第一期航廈正式啟用。
- 1979年4月底，機場貨運站工程完工。
- 1979年5月，機場圓山飯店空中廚房竣工。
- 1981年10月31日，中正航空科學館落成啟用。
- 1984年10月31日，中正國際機場過境旅館落成啟用。
- 1983年12月底，二期跑道及附屬工程完工。
- 2000年7月29日，中正國際機場第二期航廈正式啟用。
- 2003年1月18日，第一航廈與第二航廈間「自動電車旅客輸送系統」（SKY TRAIN）正式啟用。
- 2004年1月18日，因不堪虧損，機場過境旅館結束營業[1]。
- 2005年3月16日，交通部表示將以航空科學館現址籌建中正國際機場第三航廈[2]。
- 2006年1月16日，中正國際機場外勞服務站啟用。
- 2006年6月26日，中正國際機場捷運動工。
- 2006年9月6日，改名為「臺灣桃園國際機場」。
- 2006年10月，機場網站完成改名。
- 2007年6月8日，空中巴士A380首度來台進行，並停留三天進行靜態展示及展示飛行，也是首次空中巴士A380降落桃園機場。
- 2008年5月，攸關「愛台十二建設」之一的桃園航空城建設成敗的《桃園國際機場特別條例草案》，5月15日及5月18日於立法院進行審查[3]。
- 2009年1月12日，原稱《桃園國際機場特別條例》的《國際機場園區發展條例》，在立法院三讀通過。
- 2009年11月26日，中華航空將其營運總部搬遷至位於機場過境旅館原址的「華航園區」。
- 2010年11月1日，桃園國際航空站正式公司化，改制為「桃園國際機場股份有限公司」[4]。
- 2012年5月21日，桃園機場第一航廈擴建之入境大廳啟用，但僅開放一半空間供入境旅客使用。
- 2013年3月11日，國際機場協會（ACI）公佈2012年度全球機場服務品質得獎機場（Airport Service Quality Award），桃園機場在1,500萬至2,500萬旅客量分組中，得到2012年度第3名。[5]
- 2013年7月27日，桃園國際機場第一航廈改建工程竣工。[6]
- 2013年12月19日，桃園國際機場發表企業識別系統。[7]
- 2015年7月19日，阿聯酋航空採用空中巴士A380的EK366/367號班機成功降落在05R/23L跑道，這也是桃園國際機場首次空中巴士A380的商業班機起降紀錄。
- 2016年5月1日，阿聯酋航空將定期航班改為空中巴士A380每日一班。[8]
- 2017年3月2日，臺灣桃園國際機場聯外捷運系統 完工。[9]
- 2017年10月29日，大韓航空跟進阿聯酋航空使用A380-800型客機執飛首爾仁川－台北桃園的航線，航班為KE691/692，每日一班。

## 重大事件
- 1979年6月，機場發生暴徒劫持人質企圖登機事件。
- 1979年9月11日，中華航空一架機身編號B-1834的B707-320C型貨機作起降訓練時失事墜海。
- 1983年11月14日，中國人民解放軍飛行員王學成駕機投靠中華民國政府，降落於中正國際機場。
- 1984年3月22日，香港男子梁偉強脅迫原定由倫敦經香港往北京的英國航空BA003號（機型波音747-200，機身編號G-BDXI），降落中正國際機場。
- 1987年11月28日，南非航空SA295號班機（機型波音747-200）自中正國際機場起飛前往南非約翰尼斯堡國際機場，在即將降落模里西斯西沃薩古爾·拉姆古蘭爵士國際機場進行中途補給時，主貨艙突然起火，飛機不久後在模里西斯附近的印度洋墜毀。機上140名乘客及19名機組人員無人生還。
- 1995年1月21日，基地組織恐怖分子的波金卡計畫策畫以炸彈攻擊從中正國際機場前往美國的航班，所幸及早被菲律賓警方阻止。
- 1995年5月11日，鄧麗君遺體自泰國清邁運抵中正國際機場，並罕有地於航空貨運站設置靈堂，給在場人士致祭。[10]
- 1998年2月16日，中華航空CI676號班機（機型空中巴士A300-600R，機身編號B-1814）自印尼峇里島返航降落時因側風偏離航道重飛失敗，墜毀於鄰近道路及民宅，造成機上196位乘客、機組員，與地面民宅及行經之計程車上共6人，合計202人悉數罹難。罹難者名單中包括甫參加東南亞國家央行總裁聯合會（SEACEN）的中央銀行總裁許遠東夫婦及央行4位高級職員，該空難經常被稱為「華航大園空難」。
- 1998年10月28日，中國國際航空CA905班號（機型波音737，機身編號B-2949）自北京起飛後，原定經昆明飛往仰光，途中遭機長袁斌駛往臺灣，降落中正國際機場。其餘機組員與乘客在接受臺灣桃園地方法院檢察署訊問後，搭乘原機經廈門飛往昆明，而袁斌與其妻徐梅表示欲尋求庇護。1999年4月1日臺灣桃園地方法院判決，袁斌依違反《民用航空法》判處有期徒刑一年；徐梅則依違反《國家安全法》判處有期徒刑六個月，緩刑二年。兩人於2001年6月28日被遣返。
- 2000年10月31日，新加坡航空班號SQ006、機身號碼9V-SPK，由新加坡經臺北飛往洛杉磯的波音747-400型彩繪塗裝客機，在颱風天的大雨中起飛時，因為視線不良，且與塔臺航管人員溝通不良，導致班機誤闖施工維修中、當天臨時降級為滑行道的原跑道（舊編號05R-23L）。班機在起飛加速的過程中擦撞跑道上的工程機具，隨即失控墜毀，造成82人死亡與多人受傷，這是首次有外籍航空公司於桃園機場發生意外，最後機場編列預算增設地面雷達，於2007年完工。
- 2002年5月25日，由該機場起飛的中華航空611號班機，在飛往香港途中於澎湖外海空中解體墜毀，225名乘客及機組員全數罹難[11]。事後調查，這架波音747-200型客機是因為1980年2月7日在香港啟德機場因重著陸（英语：Hard landing）造成機尾觸地受損後維修不當，1.8米長的修補後裂痕因金屬疲乏在空中裂開造成機身解體[12]。雖然發生意外的班機是華航最後僅剩的一架波音747-200型客機，但華航仍然在事故後暫時停飛所有同型的貨機。
- 2003年9月2日，受到杜鵑颱風的影響，停在A2機坪的一架華航波音737-800型客機因側風撞及空橋，所幸乘客早已全數下機。
- 2006年2月12日，平溪天燈節活動中的一顆天燈，飄落北跑道區域，造成草坪失火，一度波及南北兩條跑道，造成2架航班被迫轉降高雄。
- 2006年4月10日，因應松山機場受到雷雨影響而關場，5架國內航班轉降本場，其中立榮航空的航班傳出遭受雷擊，但是航空公司方面稱只是誤傳。
- 2010年7月15日，烏克蘭一架安托洛夫AN-124型全貨機準備從桃園機場離場，誤抄塔臺指令直接穿越跑道，航管員又誤判情勢延誤處理，與正在起飛中的新加坡航空班機接近，兩機最近距離1,100公尺，所幸沒有發生意外。[13]
- 2010年10月8日，因地勤人員作業疏失，造成一名在機坪正為日本航空JL813班機檢查的中華航空機務人員被機電車輾斃。
- 2011年7月7日，停放於桃園國際機場過夜的中華航空CI020班機遭一名疑似精神異常女子自停機坪闖入機艙。
- 2012年8月2日上午7時53分，適逢蘇拉颱風來襲期間，疑因颱風帶來的強風導致二航廈D10登機門A空橋突然倒塌，隨後D8登機門B空橋也因活動輪斷裂而傾斜，因D8空橋當時已與一架預計飛往日本大阪關西國際機場的華航波音747-400班機連結，而造成艙門受損，最後華航被迫取消航班。[14][15]
- 2012年8月12日下午3時24分，中華航空一架空中巴士A330型的CI680班機，搭載293名旅客及13名機組員自雅加達經香港飛抵桃園機場降落時，因引擎液壓系統失效造成轉向失靈，導致在距離23L跑道端3,000呎處主輪一度偏出跑道，隨後又滑入跑道。[16]
- 2013年10月6日，受到菲特颱風影響，原預定降落於臺北松山機場的全日空1185號班機（機型為波音787）因天候不佳加上風速過大而轉降桃園機場，全日空因而成為首度使用波音787降落於桃園國際機場的航空業者（該班機與2013年6月1日全日空波音787首航臺北松山機場的班機為同一架）。
- 2015年5月16日，空中巴士A350-900首度來台展示，經過4天停留後於5月19日離台。
- 2015年7月19日，阿聯酋航空首度以空中巴士A380-800執飛臺北-杜拜航線，也是第一家以A380-800飛抵桃園機場的航空公司。
- 2016年3月28日，聯合航空首度以波音787-9執飛台北-舊金山航線，機場以噴水車迎接。
- 2016年6月2日，因為桃園地區急遽豪大雨排水不良的疏失造成37年來最大水患，不但對外交通路線因而中斷，卸貨場、地下停車場車輛淹沒水中，建築方面二航廈內水深及腰、並影響機場的電力室供應中斷，糞管爆裂使行李輸送帶卡滿穢物，國內外出入境人員被圍困、數百航班受影響，癱瘓長達八小時之久。整體損失慘重，達五千萬元之譜。[17][18]
- 2016年12月13日，桃園機場旅客年運量首次突破4000萬人次[19]。
- 2019年11月2日，中華航空C I-28班機下午於滑行道待命準備起飛時，一名外籍男子突然由一旁草叢闖入並攀爬起落架，隨即被逮捕。[20]
- 2023年7月17日，英航BA31(G-XWBH)航班因香港國際機場受颱風泰利影響轉降桃園機場
- 2023年8月1日，阿聯酋航空恢復自2020年3月16日因COVID-19而停飛的A380航班(同年6月17日至2023年7月31日以77W職飛)。